# Temporada da GP2 Asia Series de 2011
Para o campeonato principal, consultar Temporada da GP2 Series de 2011.
A Temporada da GP2 Asia Series de 2011 foi a quarta e última da GP2 Asia Series. Começou em 11 de fevereiro e terminou em 20 de março, depois de 2 etapas de 2 corridas cada.

## Equipas e pilotos
| Equipa                  | No. | Piloto              | Etapas |
| ----------------------- | --- | ------------------- | ------ |
| iSport International    | 1   | Marcus Ericsson     | Todas  |
| iSport International    | 2   | Sam Bird            | Todas  |
| Arden International     | 3   | Josef Král          | Todas  |
| Arden International     | 4   | Jolyon Palmer       | Todas  |
| Lotus ART               | 5   | Jules Bianchi       | Todas  |
| Lotus ART               | 6   | Esteban Gutiérrez   | Todas  |
| Super Nova Racing       | 7   | Fairuz Fauzy        | Todas  |
| Super Nova Racing       | 8   | Johnny Cecotto Jr.  | Todas  |
| DAMS                    | 9   | Romain Grosjean     | Todas  |
| DAMS                    | 10  | Pål Varhaug         | Todas  |
| Scuderia Coloni         | 11  | Michael Herck       | Todas  |
| Scuderia Coloni         | 12  | James Jakes         | 1      |
| Scuderia Coloni         | 12  | Luca Filippi        | 2      |
| Ocean Racing Technology | 14  | Andrea Caldarelli   | Todas  |
| Ocean Racing Technology | 15  | Oliver Turvey       | Todas  |
| Barwa Addax Team        | 16  | Charles Pic         | Todas  |
| Barwa Addax Team        | 17  | Giedo van der Garde | Todas  |
| Trident Racing          | 18  | Stefano Coletti     | Todas  |
| Trident Racing          | 19  | Rodolfo González    | Todas  |
| Rapax                   | 20  | Fabio Leimer        | Todas  |
| Rapax                   | 21  | Julián Leal         | Todas  |
| Racing Engineering      | 22  | Nathanaël Berthon   | Todas  |
| Racing Engineering      | 23  | Dani Clos           | Todas  |
| Carlin                  | 24  | Mikhail Aleshin     | Todas  |
| Carlin                  | 25  | Max Chilton         | Todas  |
| Team AirAsia            | 26  | Luiz Razia          | Todas  |
| Team AirAsia            | 27  | Davide Valsecchi    | Todas  |

## Resultados
| Etapa | Etapa | Circuito                                | Data            | Pole Position                                              | Volta mais rápida                                          | Piloto vencedor                                            | Equipa vencedora                                           |                                                            |
| ----- | ----- | --------------------------------------- | --------------- | ---------------------------------------------------------- | ---------------------------------------------------------- | ---------------------------------------------------------- | ---------------------------------------------------------- | ---------------------------------------------------------- |
| 1     | C1    | Yas Marina Circuit                      | 11 de fevereiro | Romain Grosjean                                            | Jules Bianchi                                              | Jules Bianchi                                              | Lotus ART                                                  |                                                            |
| 1     | C2    | Yas Marina Circuit                      | 12 de fevereiro |                                                            | Jules Bianchi                                              | Stefano Coletti                                            | Trident Racing                                             |                                                            |
| –     | C1    | Circuito Internacional do Barém, Sakhir | 18 de fevereiro | Cancelado devido aos protestos antigovernamentais no Barém | Cancelado devido aos protestos antigovernamentais no Barém | Cancelado devido aos protestos antigovernamentais no Barém | Cancelado devido aos protestos antigovernamentais no Barém | Cancelado devido aos protestos antigovernamentais no Barém |
| –     | C2    | Circuito Internacional do Barém, Sakhir | 19 de fevereiro | Cancelado devido aos protestos antigovernamentais no Barém | Cancelado devido aos protestos antigovernamentais no Barém | Cancelado devido aos protestos antigovernamentais no Barém | Cancelado devido aos protestos antigovernamentais no Barém | Cancelado devido aos protestos antigovernamentais no Barém |
| –     | C1    | Circuito Internacional do Barém, Sakhir | 12 de março     | Cancelado devido aos protestos antigovernamentais no Barém | Cancelado devido aos protestos antigovernamentais no Barém | Cancelado devido aos protestos antigovernamentais no Barém | Cancelado devido aos protestos antigovernamentais no Barém | Cancelado devido aos protestos antigovernamentais no Barém |
| –     | C2    | Circuito Internacional do Barém, Sakhir | 13 de março     | Cancelado devido aos protestos antigovernamentais no Barém | Cancelado devido aos protestos antigovernamentais no Barém | Cancelado devido aos protestos antigovernamentais no Barém | Cancelado devido aos protestos antigovernamentais no Barém | Cancelado devido aos protestos antigovernamentais no Barém |
| 2     | C1    | Autodromo Enzo e Dino Ferrari, Imola    | 19 de março     | Romain Grosjean                                            | Romain Grosjean                                            | Romain Grosjean                                            | DAMS                                                       |                                                            |
| 2     | C2    | Autodromo Enzo e Dino Ferrari, Imola    | 20 de março     |                                                            | Romain Grosjean                                            | Dani Clos                                                  | Racing Engineering                                         |                                                            |

## Classificação

### Pilotos
| Pos | Piloto              | YMC | YMC | IMO | IMO | Pontos |
| --- | ------------------- | --- | --- | --- | --- | ------ |
| 1   | Romain Grosjean     | 2   | Ret | 1   | 7   | 24     |
| 2   | Jules Bianchi       | 1   | 8   | 3   | Ret | 18     |
| 3   | Giedo van der Garde | 5   | 23  | 2   | 3   | 16     |
| 4   | Stefano Coletti     | 8   | 1   | 5   | Ret | 11     |
| 5   | Fabio Leimer        | 10  | 6   | 6   | 2   | 9      |
| 6   | Marcus Ericsson     | 4   | 3   | 10  | 16  | 9      |
| 7   | Davide Valsecchi    | 3   | 4   | DSQ | 17  | 9      |
| 8   | Michael Herck       | 13  | 5   | 4   | 5   | 9      |
| 9   | Dani Clos           | Ret | 22  | 7   | 1   | 8      |
| 10  | Josef Král          | 6   | 2   | 12  | 9   | 8      |
| 11  | Esteban Gutiérrez   | Ret | 12  | 11  | 4   | 3      |
| 12  | Sam Bird            | 7   | Ret | Ret | Ret | 2      |
| 13  | Pål Varhaug         | Ret | 20  | 13  | 6   | 1      |
| 14  | Fairuz Fauzy        | Ret | 15  | 8   | Ret | 1      |
| 15  | Johnny Cecotto Jr.  | 15  | 7   | 15  | 19† | 0      |
| 16  | Oliver Turvey       | 18  | 19  | 14  | 8   | 0      |
| 17  | Rodolfo González    | 11  | 9   | 9   | Ret | 0      |
| 18  | Charles Pic         | 9   | 21  | 20  | 11  | 0      |
| 19  | Jolyon Palmer       | 14  | 10  | 18  | Ret | 0      |
| 20  | Luca Filippi        |     |     | 22  | 10  | 0      |
| 21  | Andrea Caldarelli   | 16  | 11  | 17  | 12  | 0      |
| 22  | Max Chilton         | 12  | 18  | 21  | 15  | 0      |
| 23  | Nathanaël Berthon   | Ret | 14  | Ret | 13  | 0      |
| 24  | James Jakes         | 17† | 13  |     |     | 0      |
| 25  | Luiz Razia          | Ret | 16  | Ret | 14  | 0      |
| 26  | Julian Leal         | Ret | 17  | 16  | 18  | 0      |
| 27  | Mikhail Aleshin     | Ret | 24† | 19  | 20† | 0      |
| Pos | Piloto              | YMC | YMC | IMO | IMO | Pontos |

| Cor      | Resultado            |
| -------- | -------------------- |
| Ouro     | Vencedor             |
| Prata    | 2º lugar             |
| Bronze   | 3º lugar             |
| Verde    | Terminou, nos pontos |
| Azul     | Terminou, sem pontos |
| Púrpura  | Retirou-se (Ret)     |
| Vermelho | Não qualificado (NQ) |
| Preto    | Desqualificado (DSQ) |
| Branco   | Não largou (NL)      |
| Sem cor  | Não participou (NP)  |
| Sem cor  | Lesionado (Les)      |
| Sem cor  | Excluído (EX)        |

Notas:
- † — Pilotos que não terminaram o Grande Prémio mas foram classificados pois completaram 90% da corrida.

### Campeonato de equipas
| Pos | Equipa                  | No. Carro | YMC | YMC | IMO | IMO | Pontos |
| --- | ----------------------- | --------- | --- | --- | --- | --- | ------ |
| 1   | DAMS                    | 9         | 2   | Ret | 1   | 7   | 25     |
| 1   | DAMS                    | 10        | Ret | 20  | 13  | 6   | 25     |
| 2   | Lotus ART               | 5         | 1   | 8   | 3   | Ret | 22     |
| 2   | Lotus ART               | 6         | Ret | 12  | 11  | 4   | 22     |
| 3   | Barwa Addax Team        | 16        | 9   | 21  | 20  | 11  | 16     |
| 3   | Barwa Addax Team        | 17        | 5   | 23  | 2   | 3   | 16     |
| 4   | Trident Racing          | 18        | 8   | 1   | 5   | Ret | 11     |
| 4   | Trident Racing          | 19        | 11  | 9   | 9   | Ret | 11     |
| 5   | iSport International    | 1         | 4   | 3   | 10  | 16  | 11     |
| 5   | iSport International    | 2         | 7   | Ret | Ret | Ret | 11     |
| 6   | Rapax                   | 20        | 10  | 6   | 6   | 2   | 9      |
| 6   | Rapax                   | 21        | Ret | 17  | 16  | 18  | 9      |
| 7   | Team AirAsia            | 26        | Ret | 16  | Ret | 14  | 9      |
| 7   | Team AirAsia            | 27        | 3   | 4   | DSQ | 17  | 9      |
| 8   | Scuderia Coloni         | 11        | 13  | 5   | 4   | 5   | 9      |
| 8   | Scuderia Coloni         | 12        | 17† | 13  | 22  | 10  | 9      |
| 9   | Racing Engineering      | 22        | Ret | 14  | Ret | 13  | 8      |
| 9   | Racing Engineering      | 23        | Ret | 22  | 7   | 1   | 8      |
| 10  | Arden International     | 3         | 6   | 2   | 12  | 9   | 8      |
| 10  | Arden International     | 4         | 14  | 10  | 18  | Ret | 8      |
| 11  | Super Nova Racing       | 7         | Ret | 15  | 8   | Ret | 1      |
| 11  | Super Nova Racing       | 8         | 15  | 7   | 15  | 19† | 1      |
| 12  | Ocean Racing Technology | 14        | 16  | 11  | 17  | 12  | 0      |
| 12  | Ocean Racing Technology | 15        | 18  | 19  | 14  | 8   | 0      |
| 13  | Carlin                  | 24        | Ret | 24† | 19  | 20† | 0      |
| 13  | Carlin                  | 25        | 12  | 18  | 21  | 15  | 0      |
| Pos | Equipa                  | No. Carro | YMC | YMC | IMO | IMO | Pontos |

| Cor      | Resultado            |
| -------- | -------------------- |
| Ouro     | Vencedor             |
| Prata    | 2º lugar             |
| Bronze   | 3º lugar             |
| Verde    | Terminou, nos pontos |
| Azul     | Terminou, sem pontos |
| Púrpura  | Retirou-se (Ret)     |
| Vermelho | Não qualificado (NQ) |
| Preto    | Desqualificado (DSQ) |
| Branco   | Não largou (NL)      |
| Sem cor  | Não participou (NP)  |
| Sem cor  | Lesionado (Les)      |
| Sem cor  | Excluído (EX)        |

Notas:
- † — Pilotos que não terminaram o Grande Prémio mas foram classificados pois completaram 90% da corrida.